# Judith Cauchois-Lemaire
Judith Cauchois-Lemaire, née Judith Decosse le 27 février 1797 à Paris et morte le 8 novembre 1873 à Arnouville-lès-Gonesse, est une nouvelliste, dame patronnesse de salles d'asile et inspectrice générale de l'Instruction publique.
Épouse du publiciste et journaliste libéral Louis Augustin François Cauchois-Lemaire, elle le suit en exil en Belgique à la chute de Napoléon Ier et est soupçonnée de complot contre le duc de Wellington. Elle publie des nouvelles sous forme de feuilletons dans la presse littéraire et est membre de la Société des gens de lettres.

## Biographie

### Naissance
Marie Madeleine Judith Decosse naît le 27 septembre 1797 (9 ventôse an V) dans l'ancien 6e arrondissement de Paris.

### Mariage
Le 30 décembre 1813, Marie Madeleine Judith Decosse épouse Louis Augustin François Cauchois dit Lemaire dans l'ancien 12e arrondissement de Paris,, à l'âge de 16 ans. 
Louis Augustin François Cauchois-Lemaire, né à Paris le 28 août 1789, suit d'abord une carrière dans l'enseignement public à laquelle il renonce pour fonder en 1814 un cabinet de lecture qui rassemble de nombreux opposants au régime de la Restauration.

### Membre des cercles libéraux

#### L'exil forcé sous la Restauration
Le 20 novembre 1814, l'imprimeur Jules Louis Melchior Porthmann devant le notaire Me Alexandre Toussaint Delacourt vend à Louis Augustin François et Judith Cauchois-Lemaire, mineure émancipée, la propriété et l'exploitation de l'entreprise littéraire Journal des Arts et de littérature, avec le service d'abonnements, les collections, volumes, etc. du 1er au 18e volume. Louis Augustin François Cauchois-Lemaire rebaptiste le journal Le Nain jaune.
À la chute de Napoléon en 1815, Louis Augustin François et Judith Cauchois-Lemaire fuient en Belgique à cause du mandat d'arrêt lancé contre le rédacteur en chef du Nain jaune pour les opinions politiques libérales qu'il y prône. En Belgique, Louis Augustin François Cauchois-Lemaire fait paraître Le Nain jaune réfugié et Le Libéral. Dirigé par le gouvernement belge sur la frontière prussienne afin d'y être emprisonné, Louis Augustin François Cauchois-Lemaire parvient à s'échapper et à s'installer à La Haye aux Pays-Bas. 
En 1817, les journalistes Louis Augustin François Cauchois-Lemaire et Antoine Marcellin Isidore Guyet, qui tiennent des salons libéraux à Bruxelles, envoient une pétition d'Allemagne aux États généraux, demandant à la Chambre des pairs de reconnaître le caractère inconstitutionnel de leur exil et déportation et de poursuivre les ministres qui les avaient bannis,,.

#### L'accusation de complot contre le duc de Wellington
Le ministre de la police Élie Decazes accuse ce « parti de Bonaparte », ces « écrivains, correspondants, hors-la-loi et réfugiés » qui, avec les représentants libéraux aux Pays-Bas et en Belgique, s'opposent au gouvernement français. Élie Decazes et le président du Conseil des ministres Armand-Emmanuel du Plessis de Richelieu chargent le diplomate Frédéric-Séraphin de La Tour du Pin Gouvernet de lancer des enquêtes aux Pays-Bas. 
En 1818, Charles de Thiennes de Lombise, le ministre d'État chargé de superviser la police et la sécurité dans le sud des Pays-Bas, présente au roi des Pays-Bas Guillaume Ier un compte rendu détaillé au sujet des réfugiés français à Bruxelles : selon lui, Louis Augustin François Cauchois-Lemaire, Antoine Marcellin Isidore Guyet et leurs épouses - les « femmes des Nains » - comploteraient pour se débarrasser du duc de Wellington, pour l'effrayer afin qu'il rentre en Grande-Bretagne, ou pour qu'il permette aux familles Guyet et Cauchois-Lemaire de retourner en France. Selon la police néerlandaise, le cible du complot est la présence alliée à Paris,. 

#### L'arrestation deMmeCauchois-Lemaire
Le préfet de Lille écrit que Judith Cauchois-Lemaire et Félicité Guyet sont sans aucun doute impliquées dans le complot. Félicité Guyet est arrêtée à Anvers et interrogée. Le 11 février 1818, Judith Cauchois-Lemaire part pour la France où elle cherche notamment à vendre sa maison pour rétablir sa situation financière. A son arrivée à Paris, elle est arrêtée et envoyée au couvent des Madelonnettes pour y être interrogée. Félicité Guyet parvient à convaincre la police belge de son innocence. Elle dit ne savoir que ce qui s'est lu dans les journaux et n'avoir consacré son temps d'exil qu'à écrire des livres avec Judith Cauchois-Lemaire pour survivre, dans l'espoir qu'elles puissent toutes deux retrouver un jour leurs familles en France. Elle ajoute que le couple Cauchois-Lemaire pourrait être impliqué,.
Judith Cauchois-Lemaire, âgée de 21 ans, est emprisonnée pendant plusieurs semaines et interrogée longuement. D'après les rapports, elle garde son calme et se contente de réponses courtes. Le 6 mars, les propriétaires et employés de la librairie-imprimerie Foulon - ses amis qui l'avaient accueillie - envoient une pétition à Élie Decazes pour obtenir sa libération immédiate : elle est présentée comme une jeune femme malheureuse, connue de tous ses amis pour l'amabilité de son caractère, pour la pureté de son âme et pour sa haute moralité ; son innocence étant incontestable, elle ne représenterait aucun danger. Judith Cauchois-Lemaire est libérée début avril,.

#### Les condamnations et le soutien à Louis Philippe IerdeM.Cauchois-Lemaire
En 1820, Louis Augustin François Cauchois-Lemaire est traduit en cour d'assises et acquitté par le jury pour la brochure Sur le gouvernement occulte. En 1821, traduit de nouveau en cour d'assises pour ses Opuscules, un recueil d'articles déjà publiés, il est condamné à un an de prison et à la saisie du cautionnement de 20 000 francs. Le cautionnement lui est restitué en cassation. Il est condamné à 15 mois d'emprisonnement pour la brochure Sur la crise actuelle, lettre à S. A. R. le duc d'Orléans.
En 1830, Louis Augustin François Cauchois-Lemaire s'oppose aux ordonnances de Saint-Cloud signées par Charles X. Lors des Trois Glorieuses, il soutient l'arrivée au pouvoir de Louis Philippe Ier qui le décore de la croix de Juillet. Louis Augustin François Cauchois-Lemaire refuse cependant la pension de 6 000 francs proposée par le roi des Français ainsi que des offres d'emploi.
En 1832, Louis Augustin François Cauchois-Lemaire quitte après plus de dix ans de collaboration Le Constitutionnel et devient rédacteur en chef du journal démocratique Le Bon sens. Il se bat en duel avec François-Vincent Raspail, rédacteur du Réformateur, et reçoit une blessure légère. En 1835, il est acquitté en cour d'assises. Il participe à la fondation du Siècle.
En 1839, Louis Augustin François Cauchois-Lemaire quitte le journalisme pour se consacrer à ses travaux historiques. En 1840, il demande et obtient la place de chef de section aux Archives du royaume qu'il occupe jusqu'à sa mort.

#### Les amitiés libérales deMmeCauchois-Lemaire
Sarah Horowitz place Judith Cauchois-Lemaire dans la liste des réseaux sociaux et affiliations politiques entre 1825 et 1829. 
En 1833, Judith Cauchois-Lemaire est trésorière de la commission de secours pour les détenus politiques patriotes. 
Judith Cauchois-Lemaire correspond avec Béranger, chansonnier républicain. En 1834, celui-ci se confie à elle sur sa mélancolie et sa solitude : il lui écrit qu'elle sait qu'il a toujours eu le plaisir de lui confier ses pensées, car il est sûr de pouvoir compter sur son entière discrétion ainsi que sur son amitié. 

### Autrice de feuilletons
Judith Cauchois-Lemaire écrit quelques textes dans les deux premiers tomes du Journal littéraire composé de romans, nouvelles, anecdotes historiques... par une société de gens de lettres, Paris, chez l'éditeur, cour des petites écuries, 1841-1863, 6 vol. Il s'agit surtout de nouvelles : 
- En 1839, « Émilienne » est publié dans Le Commerce[18].
- En 1841, « L'idiote » est publiée dans La Revue des feuilletons[19].
- En 1842, « Le capitaine Gerbaut » est publié dans le Journal des journaux[20]. « Un pauvre honteux » est publié dans L'Écho français : journal universel, politique, littéraire, du commerce, des arts, sciences, théâtres, modes, etc[21]. « Le bonheur » est publié dans le Journal de la ville de Saint-Quentin et de l'arrondissement[22].
- « Une causerie au coin du feu » fait partie du 2e volume du Magasin littéraire illustré proposé pour les étrennes littéraires de 1843[23],[24]. La nouvelle est publiée dans Les Modes parisiennes[25] et dans Les Dahlias[26].
- En 1846, « Les deux portraits » sont publiés dans le Journal de la Côte-d'Or : feuille politique, littéraire, commerciale et industrielle[27], dans L'Union des arts : album mensuel : littérature, théâtres, musique, dessin, modes[28] et dans le Bulletin de la Société des gens de lettres[29].
- En 1848, « Une séduction parlementaire » est publié dans Le Sémaphore de Marseille[30].

En 1841, Edmond Texier écrit à son sujet : « Judith Cauchois-Lemaire, de la dynastie des Cauchois, fait la nouvelle, rédige assez convenablement ».
En 1858, Julien Louis Geoffroy écrit à son sujet : « Il y a des maris connus comme journalistes, romanciers, poètes, qui sont doublés d'une épouse qui se croit obligée d'entrer dans la carrière des lettres, parce que l'accès leur en est facilité par le nom qu'elles portent. Madame Judith Cauchois-Lemaire est sans doute la femme de l'ancienne rédacteur en chef du Courrier Français. Elle a écrit n'importe quoi... des nouvelles... des romans. Je ne connais rien d'elle, ni vous non plus. - Passons ».
Pierre Larousse dans le IIIe volume du Grand dictionnaire universel du XIXe siècle présente Judith Cauchois-Lemaire comme l'autrice de plusieurs nouvelles publiées dans les recueils littéraires de Paris et comme appartenant à la Société des gens de lettres,.

### Action en faveur de l'éducation

#### Dame patronnesse de salles d'asile
À partir de 1834, Judith Cauchois-Lemaire s'occupe bénévolement de l’œuvre des salles d'asile à Paris. Comme d'autres inspectrices, Judith Cauchois-Lemaire est dame patronnesse de salle d'asile avant d'entamer une carrière dans l'inspection,,.
Le 21 octobre 1835, dans une lettre à M. Picard, conseiller référendaire à la Cour des comptes, Louis Augustin François Cauchois-Lemaire écrit : « Judith se faisait un bonheur de parcourir la forêt avec madame Picard : elle la connaît fort peu et c'eût été une belle occasion pour elle. Au reste, je vous dirai qu'elle a peu le temps de courir. La voilà devenue maîtresse de maison, et le temps qu'elle donne aux soins de son empire lui en laisse peu pour la promenade. Sauf sa tête qui travaille toujours, elle se porte bien, ainsi que ma tante, dont la tête travaille peu. [...] Je lis ma lettre à Judith, qui prétend que vous ne saurez ce que veut dire cette phrase : sa tête travaille. Je soutiens, moi, que vous devinerez qu'elle souffre matériellement comme elle en a la triste habitude, et vous devinerez juste ».

#### Inspectrice générale de l'Instruction publique
Judith Cauchois-Lemaire suit le cours pratique (ou cours normal) et obtient son brevet de capacité à la direction des salles d'asile en 1849. Elle est obligée de travailler car son mari a sacrifié sa fortune à cause de ses opinions politiques. 
Judith Cauchois-Lemaire est déléguée spéciale pour les salles d'asile de l'Aisne et du Pas-de-Calais en 1852 à 46 ans, puis de Paris en 1853. La même année, nommée déléguée spéciale permanente, elle doit faire une tournée d'inspection dans les cinq départements de l'académie de Douai, chacune de ces tournées durant plus de 7 mois. Le 20 février 1864, Judith Cauchois-Lemaire est chargée de suppléer Mme Cailliard dans ses fonctions de déléguée générale.
En 1856, Judith Cauchois-Lemaire, comme inspectrice des salles d'asile, est placée parmi les « employés » des hommes (et femmes) de lettres : « sous ce titre général, dont nous nous servons faute d'un plus caractéristique, se placent les gens de lettres qui occupent un des degrés quelconques de l'échelle administrative » .
En 1858, Judith Cauchois-Lemaire, 52 ans, ajoute à la fin d'un rapport qui annonce une « synthèse éclectique » : « si ces expressions, quasi savantes quoique usuelles, siéent bien à une femme ».
Les archives professionnelles de Judith Cauchois-Lemaire attestent : « Ont été retrouvés treize rapports, rédigés entre 1856 et 1869 ; neuf d'entre eux concernent plus particulièrement les salles d'asile de la région parisienne »,.
Elle est citée à plusieurs reprises dans le Journal d'Hippolyte Fortoul, ministre de l'instruction publique et des cultes.

#### Autrice de livres d'éducation
En 1857, Judith Cauchois-Lemaire est citée dans La lorgnette littéraire : dictionnaire des grands et des petits auteurs de mon temps de Charles Monselet : « Rassurez-vous, bons libéraux, [...] madame Judith Cauchois-Lemaire se porte toujours bien, et ses livres d'éducation se vendent comme par le passé. - Allons, tant mieux ! tant mieux ! murmurent benoîtement les vieux rédacteurs du Nain Jaune ».

### Dernières années
En 1847, Louis Augustin François Cauchois-Lemaire est nommé chevalier de la Légion d'honneur.
Le 9 août 1861, Louis Augustin Cauchois-Lemaire meurt à son domicile du 22, rue Geoffroy-l'Asnier dans le 4e arrondissement de Paris à l'âge de 72 ans. Il est décrit chef de section aux archives de l'Empire. Judith Cauchois-Lemaire a 64 ans.
En 1869, Judith Cauchois-Lemaire est mise en congé d'inactivité pour raisons de santé. Le 1er octobre, Julienne Dantier est nommée déléguée titulaire en remplacement.
Le 18 décembre 1870, âgée de 74 ans, Judith Cauchois-Lemaire ne peut obtenir de pension — il lui manque deux années de service pour atteindre les 20 ans requis. Le 15 janvier 1873, elle obtient un nouveau congé d'inactivité avec un traitement de 100 francs.
Établie avec une dame de compagnie et une domestique rue de Paris à Arnouville-lès-Gonesse, elle y meurt le 8 novembre 1873.

## Œuvres
- Émilienne[18].
- L'Idiote[19].
- Le Capitaine Gerbaut[20].
- Un pauvre honteux[21].
- Le Bonheur[22].
- Une causerie au coin du feu[23],[24],[25],[26].
- Les Deux Portraits[27],[28],[29].
- Une séduction parlementaire[30].